# José Luis Talamillo
José Luis Talamillo Huidobro (Burgos, 6 juli 1933 - aldaar 31 december 1965) was een Spaans wielrenner actief in het wegwielrennen en het veldrijden. 
Talamillo was prof van 1956 tot zijn overlijden in 1965. Als wegwielrenner won hij onder andere de Prueba Villafranca de Ordizia in 1959 en de Catalaanse Week in 1965. Tijdens de Ronde van Spanje van 1961 reed Talamillo twee dagen in de leiderstrui. 
Bij het veldrijden won Talamillo zes keer het Spaans kampioenschap. Zijn beste resultaat op het Wereldkampioenschap veldrijden was een achtste plaats in 1961.
Talamillo kwam op 31 december 1965 om het leven bij een verkeersongeval op de weg tussen Burgos en Logroño hij liet een vrouw en twee kinderen achter.

## Palmares

### Wegwielrennen
1958
2e etappe Ronde van La Rioja
1959
Prueba Villafranca de Ordizia
1962
1e etappe Ronde van La Rioja
1964
 Spaans kampioenschap op de weg
1965
Catalaanse Week

### Resultaten in voornaamste wedstrijden
| Jaar | Ronde van Italië | Ronde van Frankrijk | Ronde van Spanje |
| ---- | ---------------- | ------------------- | ---------------- |
| 1958 |                  |                     | opgave           |
| 1959 |                  |                     | 16e              |
| 1960 |                  |                     | opgave           |
| 1961 |                  |                     | opgave           |
| 1962 |                  |                     |                  |
| 1963 |                  |                     |                  |
| 1964 | 59e              |                     |                  |
| 1965 |                  |                     | opgave           |

### Veldrijden
| 1956   |     | Brons  |   | 0 |  |  |
| 1957   |     | 7e     |   | 0 |  |  |
| 1958   | 17e | Goud   |   | 1 |  |  |
| 1959   | 11e | Goud   |   | 1 |  |  |
| 1960   | 10e | Goud   |   | 1 |  |  |
| 1961   | 8e  | Zilver |   | 0 |  |  |
| 1962   | 13e | Goud   |   | 1 |  |  |
| 1963   | 11e | Goud   |   | 1 |  |  |
| 1964   | 16e | 4e     |   | 0 |  |  |
| 1965   | 16e | Goud   |   | 0 |  |  |
|        |     |        |   |   |  |  |
| Totaal | 0   | 6      | 0 | 6 |  |  |